# 襀翅目
襀翅目 ，是昆蟲綱的一個目，俗稱「石蠅」。全世界现发现約有3,500種，新的种类在被发现中。虽然石蝇在全球各地都有，但未在南极洲被发现。這些昆蟲相信是新翅下綱物種當中最為原始的一群，與其最親近的生物為存活於石炭纪至二叠纪後期的生物，而真正的石蠅而到稍後的時期才出現。不過其現代的多樣化估算約起源於中生代。
襀翅目物種見於南、北半球，不過兩者的數量差異頗大：儘管演化方面的證據顯示某些物種在地理上被孤立之前，曾經跨越赤道多次。襀翅目物種未有在南极洲被发现。
所有物種均無法忍受水污染，而且对水质变化敏感，所以其出現於水體（無論是溪流還是靜止水域）均標示當地水質良好或優質。

## 系統分類
点击以下链接显示襀翅目之演化支树状图：
| 襀翅目演化支 （页面存档备份，存于） |
| ----------------------------------- |
| 树状图 （页面存档备份，存于）       |

### 傳統分類
過往襀翅目分為下列三個亞目：
- 古襀翅亞目（Archiperlaria）
- 絲翅亞目（Filipalpia）
- Setipalpia亞目

#### 古襀翅亞目 Archiperlaria
- 戴石蠅科（英语：Diamphipnoidae）（始襀科（英语：Diamphipnoidae），Diamphipnoidae（英语：Diamphipnoidae））
- 原石蠅科（英语：Eustheniidae）（原襀科（英语：Eustheniidae），Eustheniidae（英语：Eustheniidae））

#### 絲翅亞目 Filipalpia
- 澳石蠅科（澳襀科）Austeroperlidae
- 無翅石蠅科（裸襀科）Scopuridae
- 扁石蠅科（扁襀科）Peltoperlidae
- 籃石蠅科（緯襀科）Gripopterygidae
- Euholognatha下目：即叉襀總科[6]
  - 黑石蠅科（黑襀科；Capniidae Klapálek, 1905）：包括約300個物種；
  - 卷石蠅科（卷襀科（英语：Leuctridae）；卷石蝇科 Klapálek, 1905）：包括超過390個物種；
  - 短尾石蠅科（英语：Nemouridae）（叉襀科；Nemouridae Newman, 1853）：包括超過700個物種；
  - 背石蠅科（英语：Notonemouridae）（背襀科（英语：Notonemouridae）；Notonemouridae（英语：Notonemouridae））
  - 冬石蠅科（英语：Taeniopterygidae）（帶襀科；Taeniopterygidae（英语：Taeniopterygidae） Klapálek, 1905）：包括約110個物種；

#### Setipalpia亞目
- 黃石蠅科（綠襀科）Chloroperlidae
- 石蠅科（襀科）Perlidae
- 網石蠅科（網襀科）Perlodidae
- 大石蠅科（大襀科）Pteronarcidae

### 新系統分類
現時這些昆蟲被簡單分為兩個分類單元：南翅亞目（Antarctoperlaria，即再早期分類的古襀翅亞目，Archiperlaria）及北翅亞目（Arctoperlaria）兩大類。然而，前者只簡單包括兩個屬於基群的總科，而這兩個總科似乎並沒有任何緊密關係，因此被認為不是一個自然的分類單元。
北翅亞目可再分為兩個下目，即：
- Euholognatha或Filipalpia（原來的絲翅亞目）；以及
- Systellognatha、Setipalpia或Subulipalpia。

除卻Scopuridae應被包括在北翅亞目的基群科，但未能安排到任何一個下目之外，其餘分類單元均與系統發生樹相對應。
Alternatively, the Scopuridae were placed in an unranked 演化支 "Holognatha" together with the Euholognatha (meaning roughly "advanced Holognatha"), but the Scopuridae do not appear significantly closer to the Euholognatha than to the Systellognatha.
In addition, not adopting the clades Antarctoperlaria and Holognatha allows for a systematic layout of the Plecoptera that adequately reproduces phylogeny, while retaining the traditional 分类阶元.
此外，無論是新分類還是舊分類，均未包括只有化石種的分類，例如：近卷襀科（Mesoleuctridae）。

#### 南翅亞目（Antarctoperlaria）
- 原襀總科 Eusthenioidea==Archiperlaria亞目
  - 戴石蠅科（英语：Diamphipnoidae）（始襀科（英语：Diamphipnoidae），Diamphipnoidae（英语：Diamphipnoidae））
  - 原石蠅科（英语：Eustheniidae）（原襀科（英语：Eustheniidae），Eustheniidae（英语：Eustheniidae））
- Leptoperloidea超科
  - 澳石蠅科（澳襀科（英语：Austroperlidae），Austroperlidae）
  - 籃石蠅科（英语：Gripopterygidae）（緯襀科（英语：Gripopterygidae），Gripopterygidae（英语：Gripopterygidae））

#### 北翅亞目 Arctoperlaria
北翅亞目 Arctoperlaria包括：
- Scopuridae科（基群）
- Euholognatha下目：即叉襀總科[6]一隻冬石蠅科（英语：Taeniopterygidae）（Euholognatha）物種的成蟲。

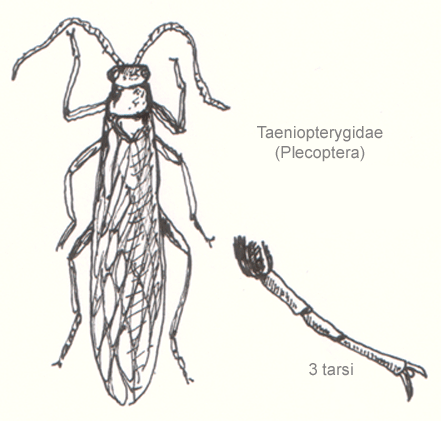
一隻冬石蠅科（Euholognatha）物種的成蟲。

  - 黑石蠅科（黑襀科；Capniidae）：包括約300個物種；
  - 卷石蠅科（卷襀科（英语：Leuctridae）；卷石蝇科）：包括超過390個物種；
  - 短尾石蠅科（英语：Nemouridae）（叉襀科；Nemouridae）：包括超過700個物種；
  - 背石蠅科（英语：Notonemouridae）（背襀科（英语：Notonemouridae）；Notonemouridae（英语：Notonemouridae））
  - 冬石蠅科（英语：Taeniopterygidae）（帶襀科；Taeniopterygidae（英语：Taeniopterygidae））：包括約110個物種；
- Systellognatha下目一隻石蠅科（Systellognatha）物種的成蟲。

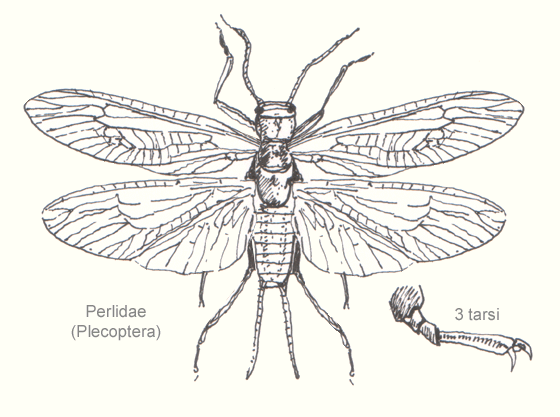
一隻石蠅科（Systellognatha）物種的成蟲。

  - 黃石蠅科（綠襀科（英语：Chloroperlidae）；Chloroperlidae）：超過180個物種，綠色的石蠅；
  - 石蠅科（襀科（英语：Perlidae）；Perlidae）：約400個物種；
  - 網蠅科（英语：Perlodidae）（網襀科（英语：Perlodidae）；Perlodidae（英语：Perlodidae））：超過350個物種；
  - 扁石蠅科（扁襀科（英语：Peltoperlidae）；扁石蝇科）：約68種，蟑螂狀的石蠅；
  - 大石蠅科（英语：Pteronarcyidae）（大襀科（英语：Pteronarcyidae）；Pteronarcyidae（英语：Pteronarcyidae））：約12個物種，大型石蠅。
  - Styloperlidae（英语：Styloperlidae）科（約10種）

## 外部連結
- 維基物種上的相關：襀翅目